# 琼·哈里森
琼·哈里森（英語：Joan Harrison，1935年11月29日—），南非女子游泳运动员，主攻自由泳和仰泳。她曾代表南非参加1952年夏季奥林匹克运动会游泳比赛，获得女子100米仰泳金牌。